# خوسيه فيلالونغا
خوسيه فيلالونغا ليورنتي، من مواليد 12 ديسمبر 1919، وتوفي في 8 أغسطس 1973، مدرب كرة قدم إسباني سابق.
درب نادي ريال مدريد منذ عام 1955 وحتى عام 1957، وفي عام 1959 انتقل إلى تدريب نادي أتلتيكو مدريد، واستمر في تدريبهم حتى عام 1962، وفي عام 1962 درب منتخب إسبانيا لكرة القدم حتى عام 1966.